# Filippo Neri
Filippo Romolo Neri (Firenze, 21 luglio 1515 – Roma, 26 maggio 1595) è stato un presbitero e educatore italiano, beatificato nel 1615 e proclamato santo da papa Gregorio XV nel 1622.
Fiorentino d'origine, si trasferì, ancora molto giovane, a Roma, dove decise di dedicarsi alla propria missione evangelica in una città corrotta e pericolosa, tanto da ricevere l'appellativo di «secondo apostolo di Roma».
Radunò attorno a sé un gruppo di ragazzi di strada, avvicinandoli alle celebrazioni liturgiche e facendoli divertire, cantando e giocando senza distinzioni tra maschi e femmine, in quello che sarebbe, in seguito, divenuto l'Oratorio, ritenuto e proclamato come vera e propria congregazione da papa Gregorio XIII nel 1575.
Per il suo carattere burlone, fu anche chiamato il «santo della gioia» o il «giullare di Dio».

## Biografia

### Infanzia

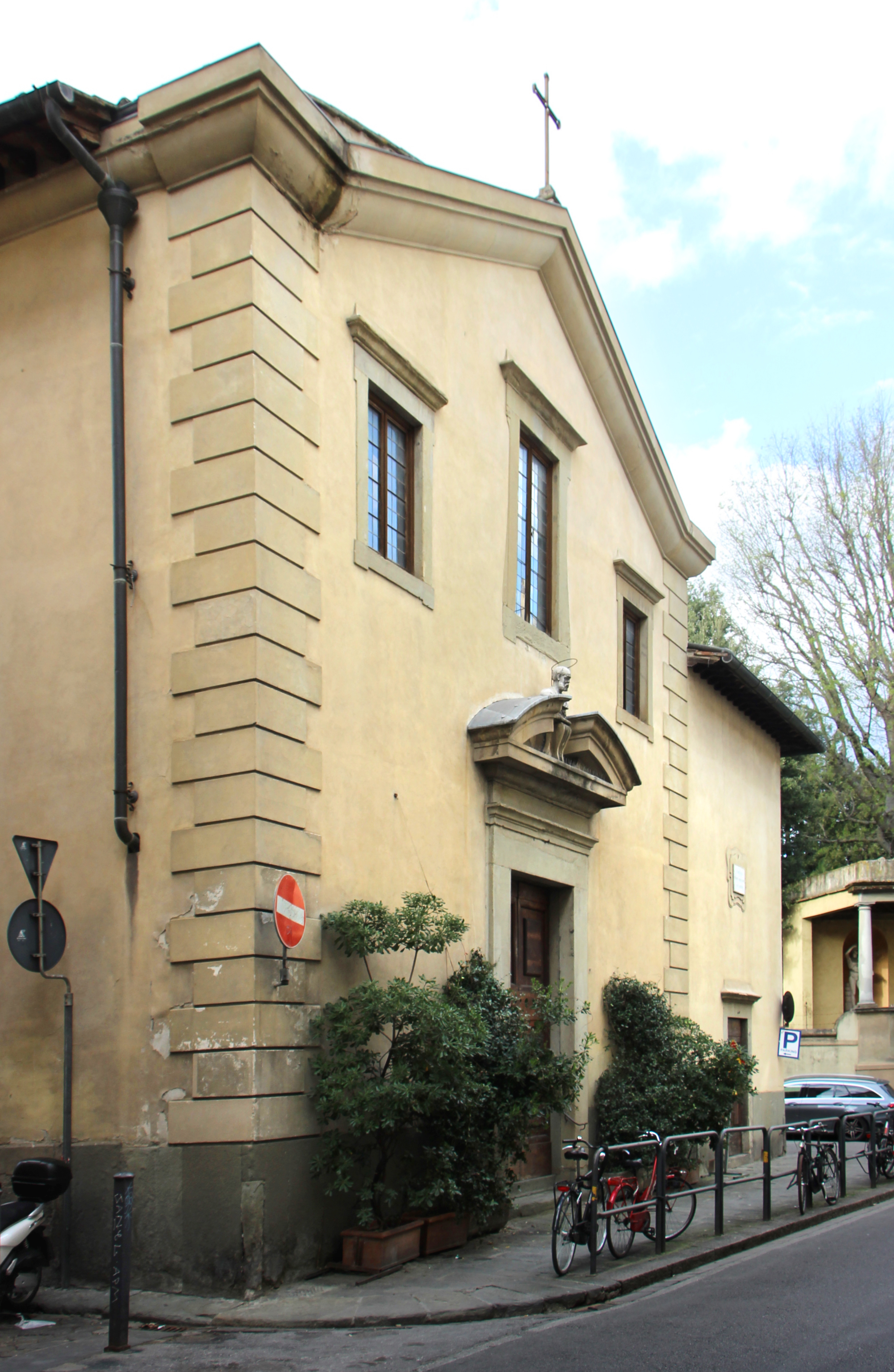
San Pier Gattolino a Firenze: la parrocchia dove Filippo Neri viveva con la famiglia

Al secolo Filippo Romolo Neri, nacque come secondogenito di Francesco Neri e di Lucrezia da Mosciano. Il padre esercitava la professione di notaio presso Firenze ma, nel 1524, decise di intraprendere la strada dell'alchimia. I coniugi Neri ebbero, dopo Filippo, altri due figli: Elisabetta, nata nel 1518, ricordata per aver testimoniato nel processo di canonizzazione per il fratello, e Antonio, morto poco dopo la nascita. La primogenita era invece Caterina, nata nel 1513 che, dopo il matrimonio, ebbe due figlie, entrambe in seguito divenute monache, che avrebbero avuto un modesto contatto epistolare con lo zio Filippo. Ricevette il battesimo nel "Bel San Giovanni", il Battistero di tutti i Fiorentini e gli fu imposto il nome di Filippo Romolo il giorno dopo la nascita, il 22 luglio del 1515. La sua famiglia era residente nella Parrocchia di San Pier Gattolino.
Nel 1520 Filippo Neri perse la madre. Il padre decise così di risposarsi con Alessandra di Michele Lensi che, dopo essere entrata a far parte della famiglia Neri, si affezionò molto ai figli del marito. Filippo ricevette la prima istruzione in famiglia, in seguito venne mandato a studiare presso un certo maestro Clemente, e cominciò a frequentare il convento di San Marco evangelista a Firenze, un tempo sotto la direzione del frate domenicano Girolamo Savonarola.
Un aneddoto, molto caro ai biografi del santo, narra come questi a otto anni litigò con la sorella, che l'aveva disturbato in un momento di riflessione, e la gettò dalle scale. Qualche tempo dopo, quasi per contrappasso, vedendo un asino carico di frutta fermo a mangiare l'erba di un prato, volle saltargli sulla groppa per cavalcarlo ma la bestia, non appena egli si sedette sopra, cominciò a muoversi in maniera assai agitata, finché il bambino cadde dentro un pozzo molto profondo. I genitori di Filippo corsero a soccorrerlo, sicuri di trovare il figlio in fin di vita; il piccolo Filippo invece non aveva subito nemmeno una ferita.

### A Roma

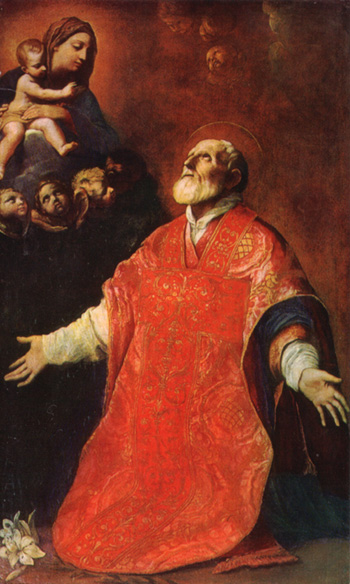
San Filippo Neri in un quadro di Guido Reni

Durante gli anni di studio presso il convento di San Marco, il giovane Filippo Neri si appassionò a due testi che avrebbero influenzato il suo successivo apostolato: le Laudi di Jacopone da Todi, che in seguito egli fece musicare, e le Facezie del Pievano Arlotto, un libro umoristico scritto da un sacerdote fiorentino. Tra le sue meditazioni quotidiane figura l'Autobiografia di santa Camilla da Varano, come mostra la copia conservata alla Biblioteca Vallicelliana con sue note autografe.
Visse a Firenze fino a 18 anni, quando fu inviato presso uno zio, tale Bartolomeo Romolo, a Cassino (allora chiamata San Germano) per essere avviato alla professione di commerciante. In quegli anni cominciò a sentire la propria vocazione religiosa, così da costruire una piccola cappella in una roccia a picco sul mare denominata "Montagna Spaccata" (ancora oggi visitabile) a Gaeta, dove si recava tutti i giorni per pregare in silenzio. Lo zio, che si era particolarmente affezionato a lui, non avendo eredi, aveva deciso di lasciare al nipote, dopo la morte, tutti i suoi averi (ben 20.000 scudi) che questi però rifiutò per dedicarsi a una vita più umile.
Nel 1534 si recò a Roma come pellegrino ma vi rimase in qualità di precettore di Michele e Ippolito Caccia, figli del capo della Dogana pontificia, il fiorentino Galeotto, che forse gli fornì l'occupazione in nome della loro comune origine, offrendogli inoltre vitto e alloggio. I due bambini avrebbero seguito successivamente la strada religiosa, divenendo l'uno sacerdote diocesano in una località vicino a Firenze, l'altro monaco certosino. Il suo compenso consisteva in un semplice sacco di grano che diventava poi, grazie a un accordo con il fornaio, una pagnotta che Filippo Neri condiva con un po' di olive e tanto digiuno. La stanza in cui viveva era piccolissima e aveva come unici mobili un letto, un tavolino e una corda appesa al muro che fungeva da armadio. Nello stesso tempo egli seguiva corsi di filosofia all'Università della Sapienza e presso i monaci di sant'Agostino. Sul finire del 1537 vendette i libri e ne offrì il ricavato a un giovane calabrese in cerca di fortuna, tale Guglielmo Sirleto, che in seguito sarebbe divenuto cardinale.
Ben presto espresse nella preghiera le sue attitudini di mistico e contemplativo. Cominciò a prestare la sua opera di carità presso l'ospedale di San Giacomo (il suo nome infatti compare fra le matricole dei membri della compagnia che regge l'Ospedale) dove molti anni dopo conobbe e strinse amicizia con Camillo de Lellis. Probabilmente nell'inverno del 1538 venne anche a contatto con Ignazio di Loyola e con i primissimi membri della Compagnia di Gesù.
Secondo la tradizione nel 1544, e precisamente nel giorno della Pentecoste, in preghiera presso le catacombe di San Sebastiano, Filippo Neri fu preda di uno straordinario avvenimento (secondo il santo un'effusione di Spirito Santo) che gli causò una dilatazione del cuore e delle costole, evento scientificamente attestato dai medici dopo la sua morte. Molti testimonieranno di aver visto spesso il cuore tremargli nel petto e che, a contatto con esso, si avvertiva uno strano calore.
In seguito a questa esperienza Filippo abbandonò la casa dei Caccia per ritirarsi a vivere come eremita fra le strade di Roma, dormendo sotto i portici delle chiese o in ripari di fortuna. Spesso lo si vedeva passeggiare per le piazze cittadine vestito con una tonaca munita di cappuccio. Camminando per Campo de' Fiori e nei vicoli di Trastevere incontrava giovani che lo deridevano e beffeggiavano. Egli non si faceva sfuggire l'occasione e, unendosi alla comitiva, la conquistava con la sua simpatia. Cominciava con una barzelletta e con qualche gioco, ma poi s'improvvisava predicatore, dicendo: «Fratelli, state allegri, ridete pure, scherzate finché volete, ma non fate peccato!».

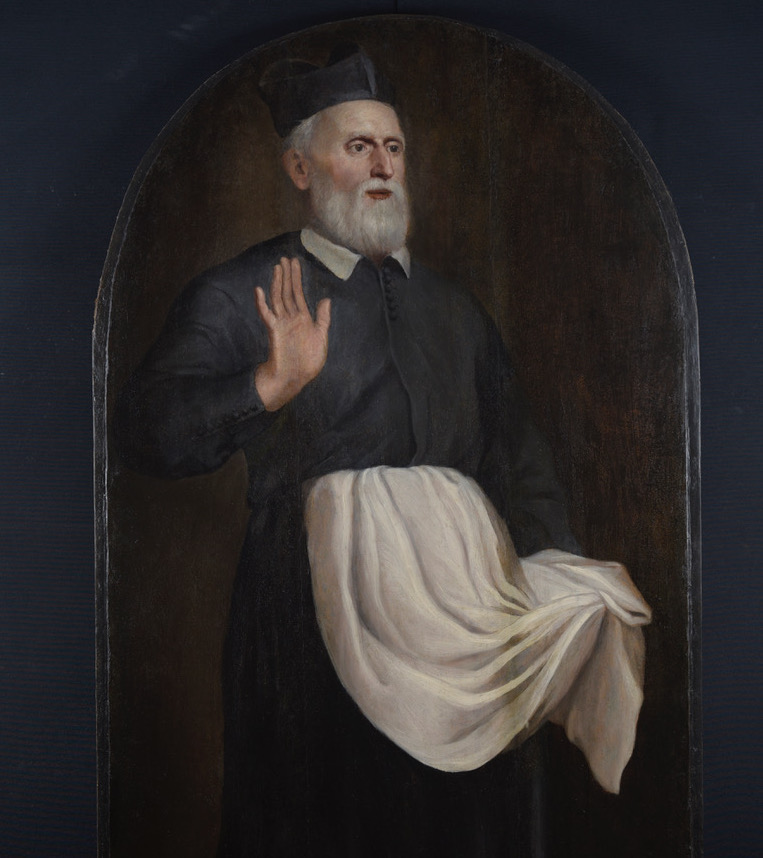
San Filippo Neri con grembiule per la lavanda dei piedi ai pellegrini presso la Chiesa della Santissima Trinità dei Pellegrini

Molti tentavano di farlo cadere, una volta dei giovani scapestrati idearono una raffinata trappola: invitatolo in una casa, vi introdussero prostitute. Ma la purezza di Filippo ebbe la meglio. Qualche anno più tardi dovette affrontare lo stesso tipo di tentazione a casa di una tale Cesaria, nota per la sua bellezza. Essa volle scommettere con gli amici che sarebbe riuscita con le sue capacità di seduzione a farlo capitolare. Fingendosi inferma lo invitò a casa sua per una confessione. Quando Filippo arrivò nella sua stanza la trovò vestita con un indumento così trasparente che niente lasciava alla fantasia. Accortosi dell'inganno, Filippo si diede alla fuga, e la donna, scoperta, si vendicò tirandogli dietro un pesante sgabello. Forse è per questa esperienza che Filippo dirà in seguito ai suoi discepoli che « [...] le tentazioni si vincono resistendo ad esse, ad eccezione di quelle carnali, dove è solo fuggendo che si hanno gloriose vittorie».
Nello stesso periodo, si occupò degli infermi, abbandonati a sé stessi o affidati a pochi volontari, negli ospedali di San Giovanni e Santo Spirito nonché dei poveri nella confraternita della Carità, istituita da papa Clemente VII e nell'oratorio del Divino Amore. Essendosi fatto sempre più intenso il suo apostolato nei confronti dei bisognosi, tanti dei quali costretti a dormire in rifugi di fortuna, decise su consiglio di Persiano Rosa, suo padre spirituale, di fondare la cosiddetta Confraternita della Santissima Trinità dei pellegrini , creata appunto per accogliere e curare viandanti, pellegrini e povera gente dei borghi romani. Inizialmente composta da quindici uomini, attratti dai discorsi da lui tenuti nella chiesa di San Salvatore in Campo, e installata nella casetta dello stesso Persiano Rosa, diede un grande contributo a favore dei pellegrini, in particolare nell'Anno Santo del 1550 (sebbene quell'anno venisse presa a pigione una casa più grande), tanto da ricevere da allora il soprannome di confraternita "dei pellegrini", e poi in seguito anche "dei convalescenti" per il suo soccorso nei confronti degli infermi della città.

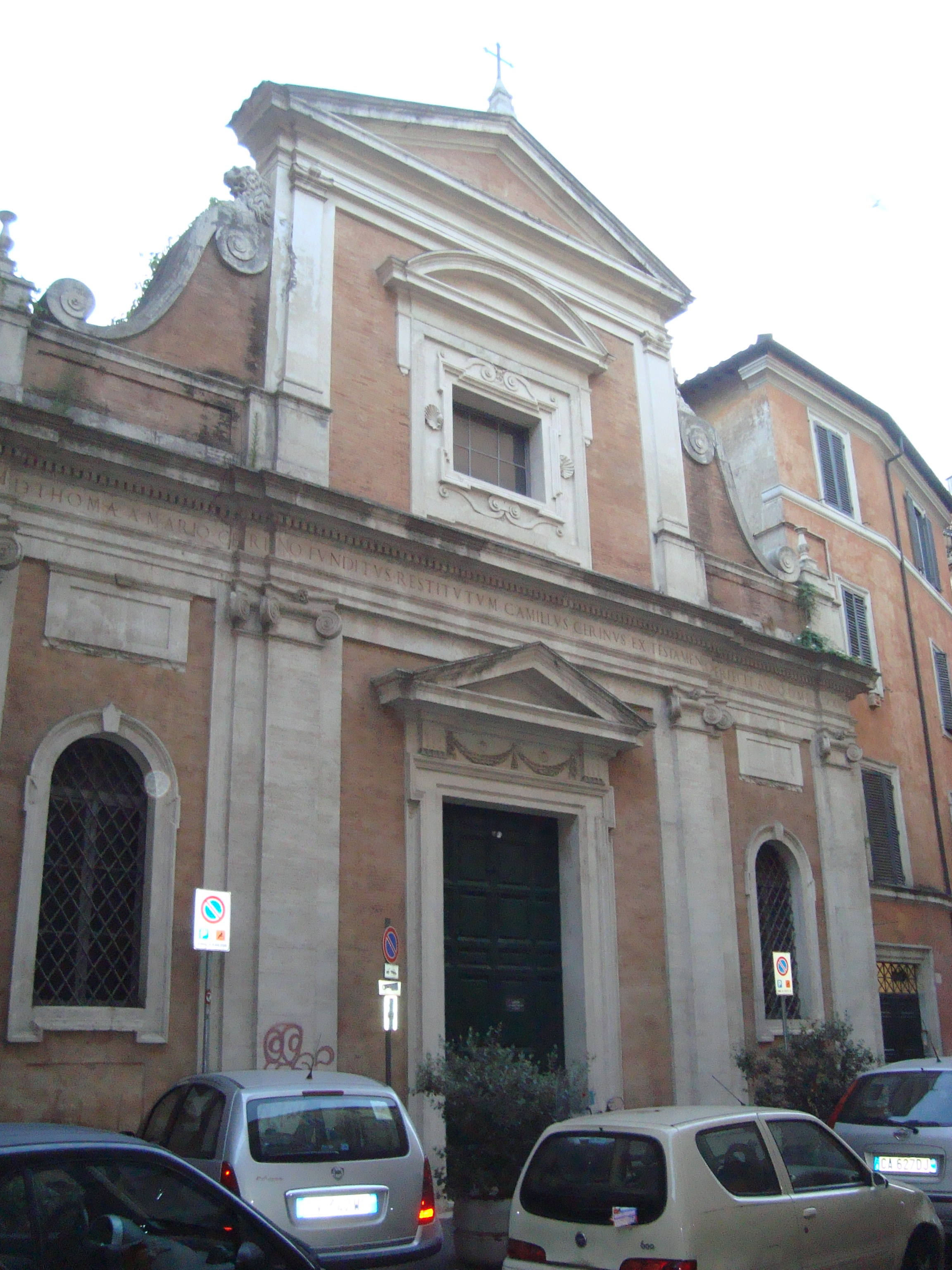
La chiesa di San Tommaso in Parione dove Filippo Neri fu ordinato sacerdote

Dopo una lunga insistenza di Persiano Rosa, a trentacinque anni, decise di diventare sacerdote: durante il marzo 1551 ricevette così da Giovanni Lunelli, vescovo di Sebaste, la tonsura, i quattro ordini minori e il suddiaconato nella chiesa di San Tommaso in Parione, il sabato santo 29 marzo il diaconato nella basilica di San Giovanni in Laterano, il 23 maggio 1551 infine fu ordinato sacerdote dallo stesso Lunelli, sempre a san Tommaso. Comincia così un nuovo capitolo nella vita di san Filippo Neri: lasciò la casa Caccia per trasferirsi a san Girolamo della Carità. Come sacerdote divenne famoso nell'esercizio del sacramento della confessione come fonte di dialogo con i "penitenti"; secondo testimoni oculari Filippo Neri ascoltava il pentimento dei suoi fedeli dall'alba fino a mezzogiorno, ora in cui celebrava la messa, sebbene non fosse raro trovare fedeli bisognosi anche in casa o perfino ai piedi del suo letto, dove egli ugualmente confessava in casi di necessità. Ciò suscitò invidie e gelosie, in particolare in due monaci (dei quali s'ignorano i nomi) e nel medico Vincenzo Teccosi, i quali dimoravano nella stessa San Girolamo. Seguirono una serie di screzi e ingiurie, i primi due erano, ad esempio, soliti beffeggiare il sacerdote mentre si preparava per la messa, o nascondendogli i paramenti, perfino le scarpe, o facendo in modo che ne usasse di logori. La cordialità, e soprattutto la pazienza di Filippo, finirono poi per conquistare i suoi tre avversari, uno dei due monaci entrò perfino nell'oratorio mentre il Teccosi, prima di morire, lasciò tutto in eredità a quello che un tempo era il suo peggior nemico, il quale non prese con sé che un ricordo (un orologio) cedendo tutto il resto ai nipoti del defunto.
Da questi dialoghi e da questi incontri nacque il primo nucleo della sua istituzione, l'Oratorio: alcuni suoi discepoli divennero sacerdoti, cominciarono una vita in comunità e Filippo ne divenne rettore e ne stabilì le regole.
In seguito alle testimonianze di Francesco Saverio, riguardo al suo viaggio nelle Indie orientali, Filippo Neri decise di partire come missionario nell'Estremo Oriente ma, dopo essere stato dissuaso dall'intenzione per consiglio di un monaco dell'abbazia delle Tre Fontane, scelse di dedicarsi principalmente alla Roma in cui viveva. In questo stesso periodo, con la fondazione del primo Oratorio vero e proprio, un granaio sopra la navata della chiesa di San Girolamo della Carità, il santo si attirò le critiche e le invidie di una ristretta cerchia di altri clericali, come per esempio il cardinale Virgilio Rosari che gli proibì persino di celebrare il sacramento della confessione, a lui tanto caro. Lo stesso cardinale, sino al giorno della sua morte, avvenuta il 22 maggio del 1559, continuò a scagliare le proprie diffamazioni contro il santo fiorentino.

### La Congregazione dell'Oratorio

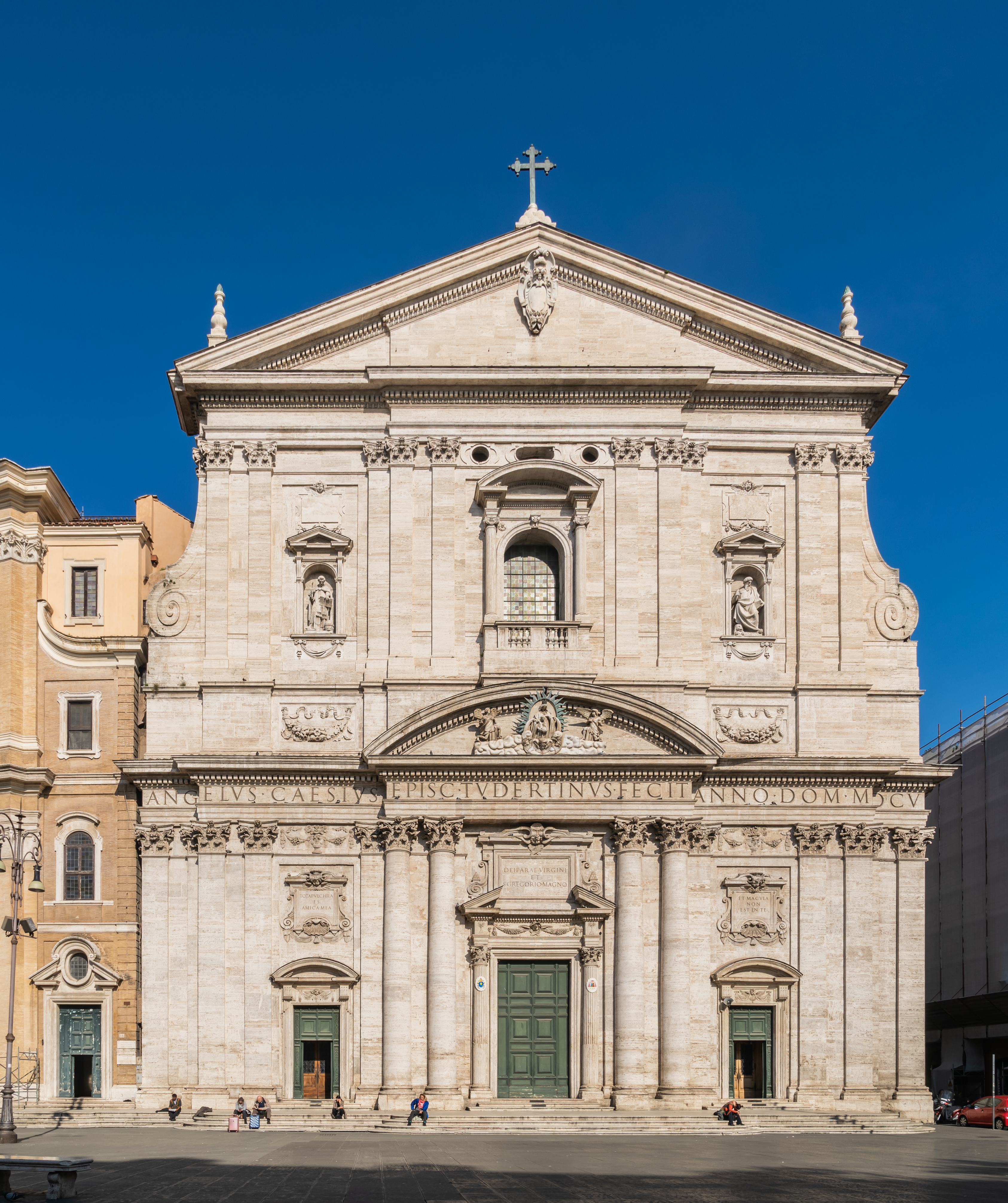
Santa Maria in Vallicella sede della Congregazione dell'Oratorio

L'11 ottobre 1559, Filippo Neri perse il padre, Francesco, e, dopo aver ricevuto l'eredità che gli spettava, preferì cederla alla sorella Caterina. In quegli anni il santo conobbe un altro importante personaggio della storia ecclesiastica, il cardinale milanese Carlo Borromeo. Tra i due s'instaurò un saldo rapporto di amicizia, tanto che il cardinale soleva spesso recarsi dal sacerdote fiorentino per chiedergli consiglio riguardo a problematiche scottanti. Il santo milanese tentò in tutte le maniere di condurre Filippo Neri a Milano per fondarvi una comunità come quella costruita a Roma. Le sue richieste rimasero senza risposta.
Nel 1564, su pressioni delle comunità fiorentine, papa Pio IV (che sarebbe morto nello stesso anno) affidò a Filippo Neri il controllo della Chiesa di San Giovanni Battista de' Fiorentini che il santo, volendo rimanere a San Girolamo della Carità, affidò ai giovani dell'Oratorio divenuti sacerdoti, come per esempio Cesare Baronio e Alessandro Fedeli, molto legati al loro padre spirituale. Di fronte a voci critiche delle attività dell'Oratorio, il Papa ordinò delle ispezioni segrete: famose sono quelle del domenicano Alessandro Franceschi, che ne riportò giudizi grandemente favorevoli ed elogiativi di Filippo Neri.
Nel 1575 il papa Gregorio XIII eresse la Congregazione dell'Oratorio e concesse a questa la chiesa di Santa Maria in Vallicella (Roma), che ne divenne la sede. Don Filippo, grazie al suo insegnamento promosse innumerevoli attività: coinvolse nella preghiera e nella lettura della Bibbia uomini comuni, artisti, musicisti, uomini di scienza; fondò una scuola per l'educazione dei ragazzi.
In tempi nei quali la pedagogia era autoritaria e spesso manesca, Neri si rivolgeva ai suoi allievi (che erano, si direbbe oggi, "ragazzi di strada") con pazienza e benevolenza: ancora oggi si ricorda la sua esortazione in romanesco: «State bboni (se potete...)!». Un'altra sua celebre frase, un'imprecazione di impazienza poi attenuata dall'augurio della grazia del martirio: «Te possi morì ammazzato... ppe' la fede!».

### Gli ultimi anni

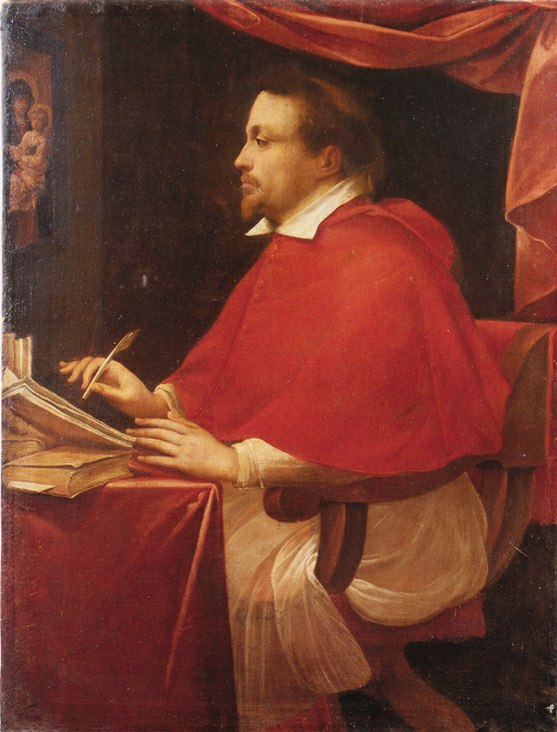
Federico Borromeo, amico di Filippo Neri, in un ritratto di Giulio Cesare Procaccini

Gli anni che vanno dal 1581 al 1595, anno della morte, furono segnati da terribili malattie, guarigioni e ricadute continue. Preoccupato per il proprio destino scrisse per ben tre volte il proprio testamento. Alla comunità venne concessa intanto una nuova sede, l'Abbazia di San Giovanni in Venere e la possibilità di fondare un oratorio persino a Napoli. Fiaccato dalle malattie, Filippo Neri soffrì parecchio a causa di una terribile carestia che decimò alcuni membri della sua comunità oratoriana. Unico sollievo di quel periodo, nel 1590, il poter assistere, nella chiesa di Sant'Adriano al Foro, alla traslazione dei corpi di alcuni martiri. È da ricordare infatti che la testimonianza dei martiri era motivo di commozione per il santo fiorentino.

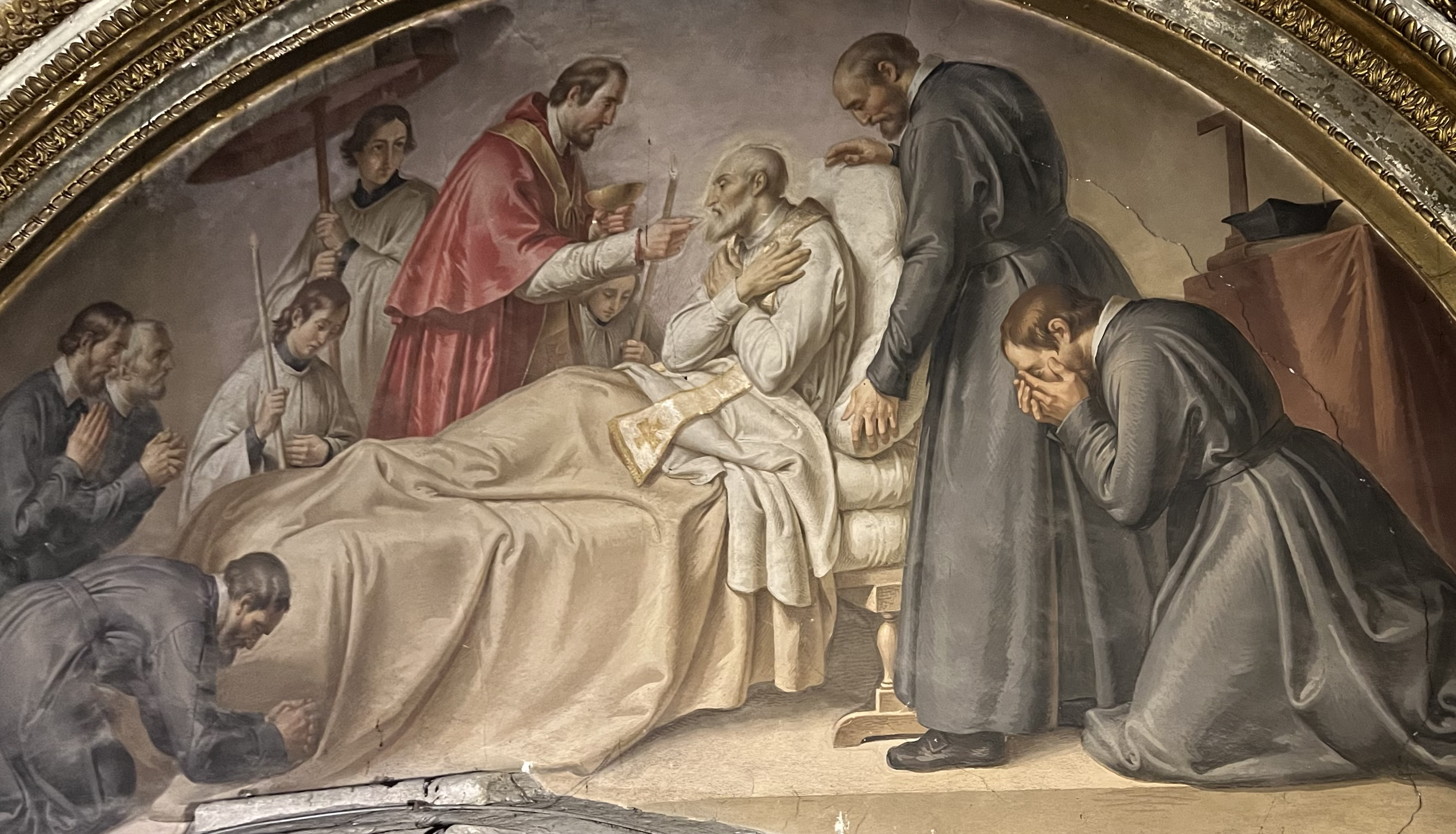
San Filippo Neri moribondo che riceve il Viatico dal Cardinal Federico Borromeo assistito da Cesare Baronio e Giovanni Giovenale Ancina presso la Chiesa della Santissima Trinità dei Pellegrini

Seguendo i consigli di Filippo Neri, Clemente VIII decise di riconciliarsi con Enrico IV di Francia, evento di notevole portata nella storia della Chiesa cinquecentesca. Il pontefice, quasi per ringraziare il santo per il suo aiuto, prese con sé alcuni fra i suoi fedelissimi e decise di nominarlo cardinale, ma questi rifiutò la carica, dicendo, verso il cielo: «Paradiso, paradiso». Nell'aprile del 1595 Filippo Neri venne colpito ancora più gravemente dalla malattia che lo affliggeva, tanto da non poter più modificare il proprio testamento.
Federico Borromeo, suo fedele amico, si recò a Roma per amministrargli personalmente l'eucaristia. Il santo, come lo stesso Borromeo dichiarò, benché moribondo dimostrava ancora una forza d'animo eccezionale. Il 23 maggio si riprese miracolosamente e poté officiare così la messa del Corpus Domini due giorni dopo, recitata “come cantando”. Dopo aver celebrato la messa, sembrò quasi ai suoi fedeli ch'egli fosse come guarito, poiché continuava a scherzare e consigliare come suo solito. Verso le tre del mattino di quella stessa notte, tra il 25 e il 26 maggio, colpito da una grave emorragia, dopo aver benedetto la propria comunità Filippo Neri morì, quasi sorridendo nel momento del trapasso.

## Il santo della gioia

### Il contatto col mondo

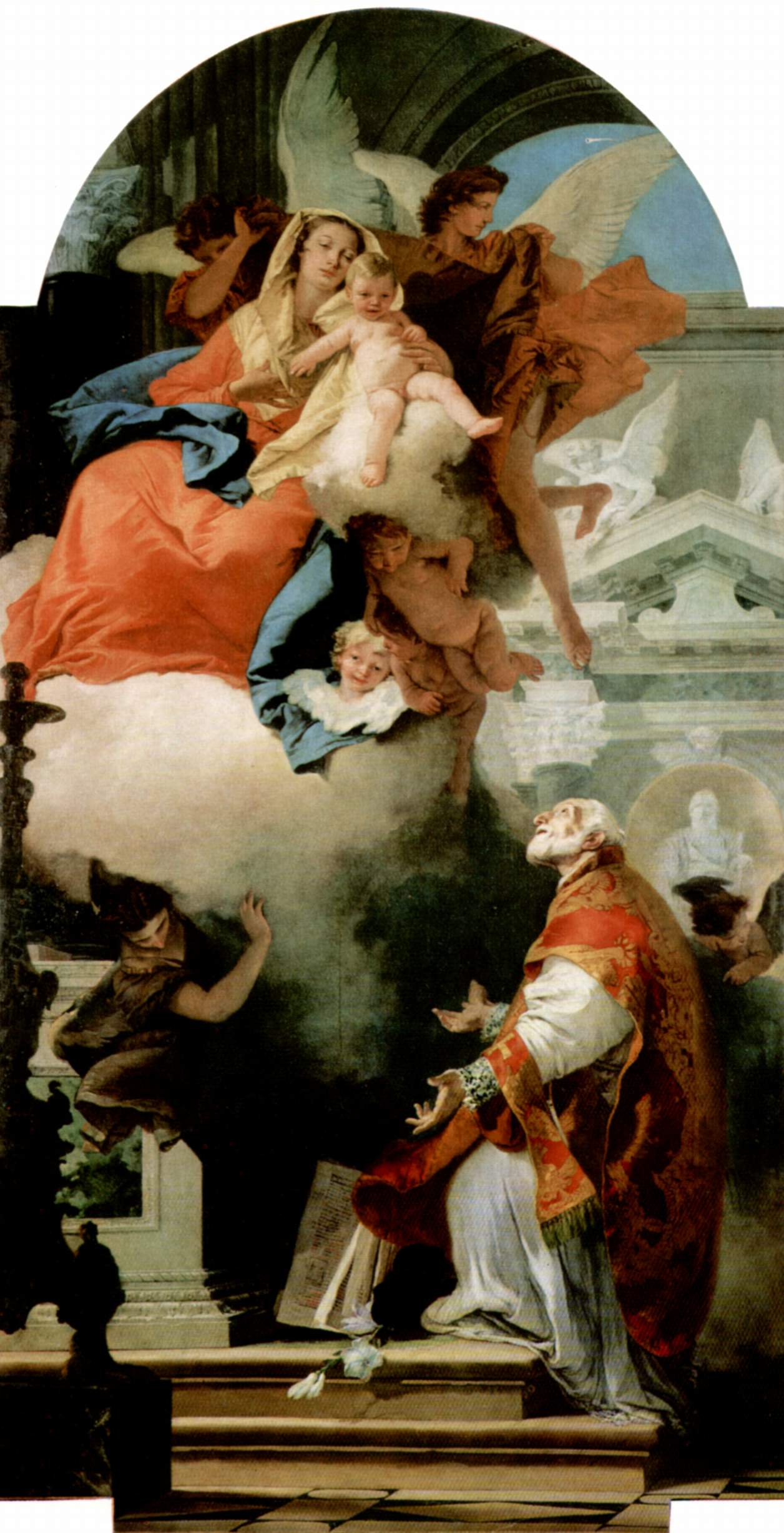
Giovanni Battista Tiepolo
Apparizione della Vergine a San Filippo Neri

Filippo è stato senza dubbio uno dei santi più bizzarri della storia della Chiesa, tanto da essere definito "santo della gioia" o "buffone di Dio". Colto, creativo, amava accompagnare i propri discorsi con un pizzico di buon umore. Confessava con la stessa discrezione e la stessa bonarietà sia poveri sia ricchi, sia principi sia cardinali, dando a volte penitenze alquanto bizzarre, sicuro che, dopo aver fatto una simile figuraccia, il penitente non avrebbe più provato a compiere quel peccato. Vi è ad esempio un simpatico aneddoto che narra come a una donna, che aveva il vizio di sparlare degli altri, fu comandato dal santo di spennare per strada una gallina morta e poi di raccoglierne tutte le penne volate via. Alla richiesta del perché da parte della donna, rispose che questo era come il suo sparlare, le sue parole si spargevano ovunque ma non si potevano raccogliere più tutte. Si offriva a tutti con generosità e soprattutto con un buon sorriso, tanto da essere definito dai contemporanei come "Pippo il Buono". Questo è il quadro che ci danno di lui i suoi contemporanei, gli uomini che lo conobbero di persona.
Filippo Neri amava inoltre vivere all'aperto per sentirsi così in maggior contatto con Dio e le sue creature. Amava trascorrere le ore osservando il paesaggio romano dalla terrazza della sua stanzetta. A San Girolamo teneva con sé una gattina, un cane meticcio bianco a chiazze rosse, chiamato dal santo "Capriccio", che aveva deciso di non tornare più a casa per vivere nell'Oratorio di "Pippo il buono". Il santo possedeva inoltre alcuni uccellini che durante la giornata stavano in giro per la città, alla sera tornavano da Filippo, che li accudiva e gli dava di che cibarsi, e al mattino lo svegliavano con il loro canto.
L'insegnamento di Filippo Neri si può riassumere in quattro punti: una singolare tenerezza verso il prossimo, la prevalenza delle mortificazioni spirituali, in particolare mortificazioni contro la vanità su quelle corporali, allegria e buon umore per potenziare le energie spirituali e psichiche, e infine la semplicità evangelica, di cui lui fu primo testimone. Durante le preghiere del suo Oratorio, Filippo Neri amava fare piccoli intermezzi cantati, così da rendere più piacevole la lettura del vangelo e, di conseguenza, l'incontro con Dio. Egli stesso amava cantare alcuni sonetti scritti da lui. L'Oratorio divenne così anche un laboratorio musicale perché le laudi si trasformarono da monodiche a composizioni a più voci con l'accompagnamento di uno strumento musicale. Proprio dalla sua particolare sensibilità estetica derivò direttamente e indirettamente, così come emerge da uno studio di Francesco Danieli, un nuovo modo di indirizzare a Dio l'arte nelle sue più svariate sfumature, e scaturirono nuovi strumenti di catechesi e pedagogia cattolica postridentina.

### Due bizzarri amici

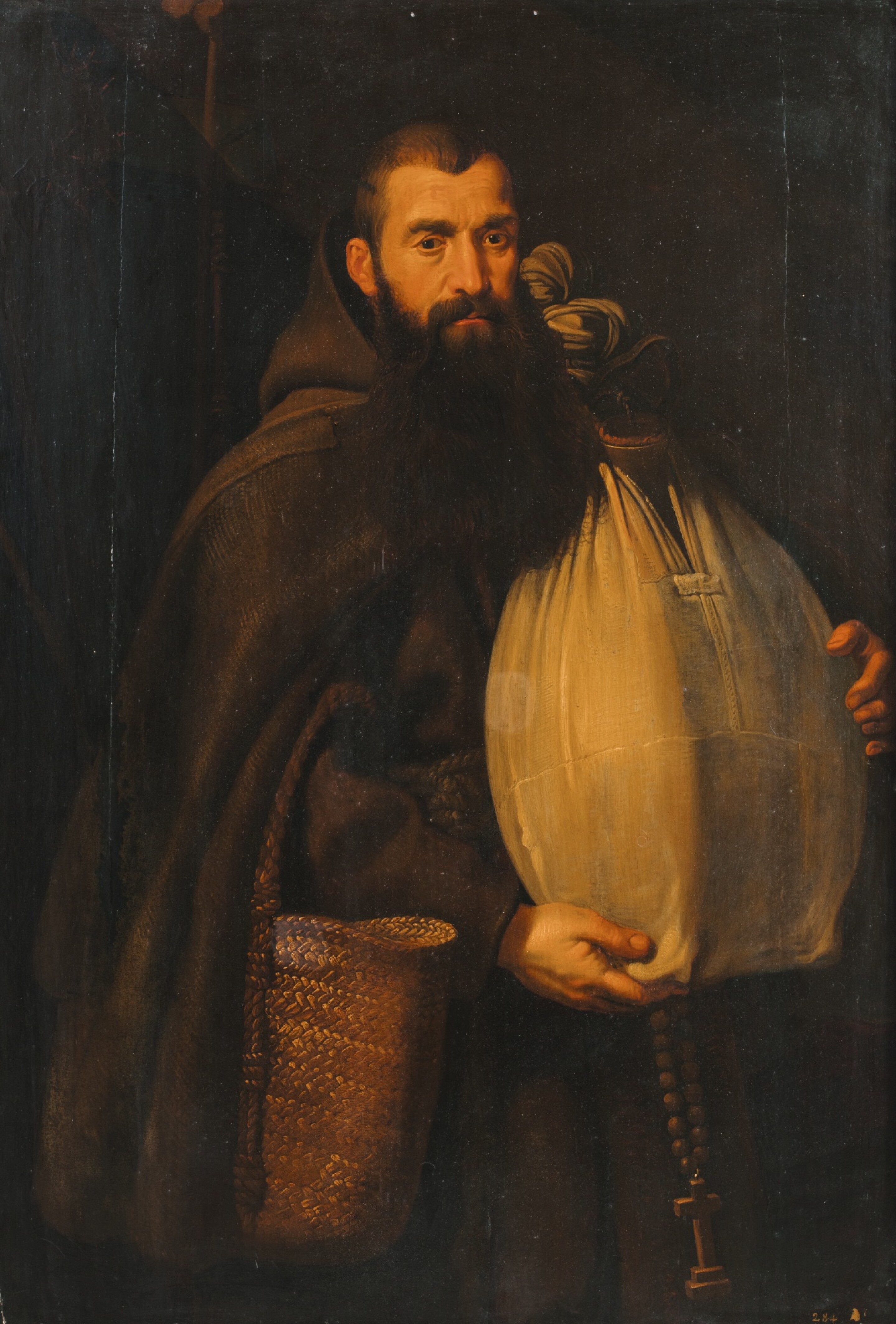
San Felice da Cantalice, grande amico di Filippo Neri

Negli anni in cui Filippo viveva a Roma un altro santo bizzarro e gioioso come lui, Felice da Cantalice, un frate cappuccino, svolgeva la propria missione al servizio del Vangelo. Il cappuccino capitava spesso alla chiesa di San Girolamo della Carità e poi alla Chiesa Nuova dove incontrava spesso l'oratoriano. I due scherzavano, ridevano e cantavano insieme. Un giorno, come raccontano testimoni oculari, s'incontrarono in via del Pellegrino. Felice, che portava una fiasca di vino, domandò a Filippo se avesse sete, soggiungendo provocatoriamente: «Adesso vedrò se tu sei mortificato!»; e gli porse la fiasca. Filippo stette allo scherzo e cominciò a bere tra gli schiamazzi della gente che assisteva alla scena. Ma a sua volta disse a Felice: «Adesso vedrò se sei mortificato tu»; e levandosi il cappello di testa lo ficcò su quella di Felice, dicendo di tenerselo.
Filippo e Felice erano grandi amici, legati da una stretta unione spirituale, oltre che scherzosa. Possediamo un ritratto molto fedele di San Felice da Cantalice, proprio grazie a San Filippo Neri che, un giorno nel quale il frate suo amico lo stava attendendo su una sedia, chiese a uno dei suoi fedeli, tale Giuseppe de Cesari, di raffigurarlo in quello straordinario momento di tranquillità e pace. Felice morì il 30 aprile del 1587, otto anni prima di Filippo Neri che, come detto sopra, morì nel 1595.

### Il miracolo di Paolo Massimo

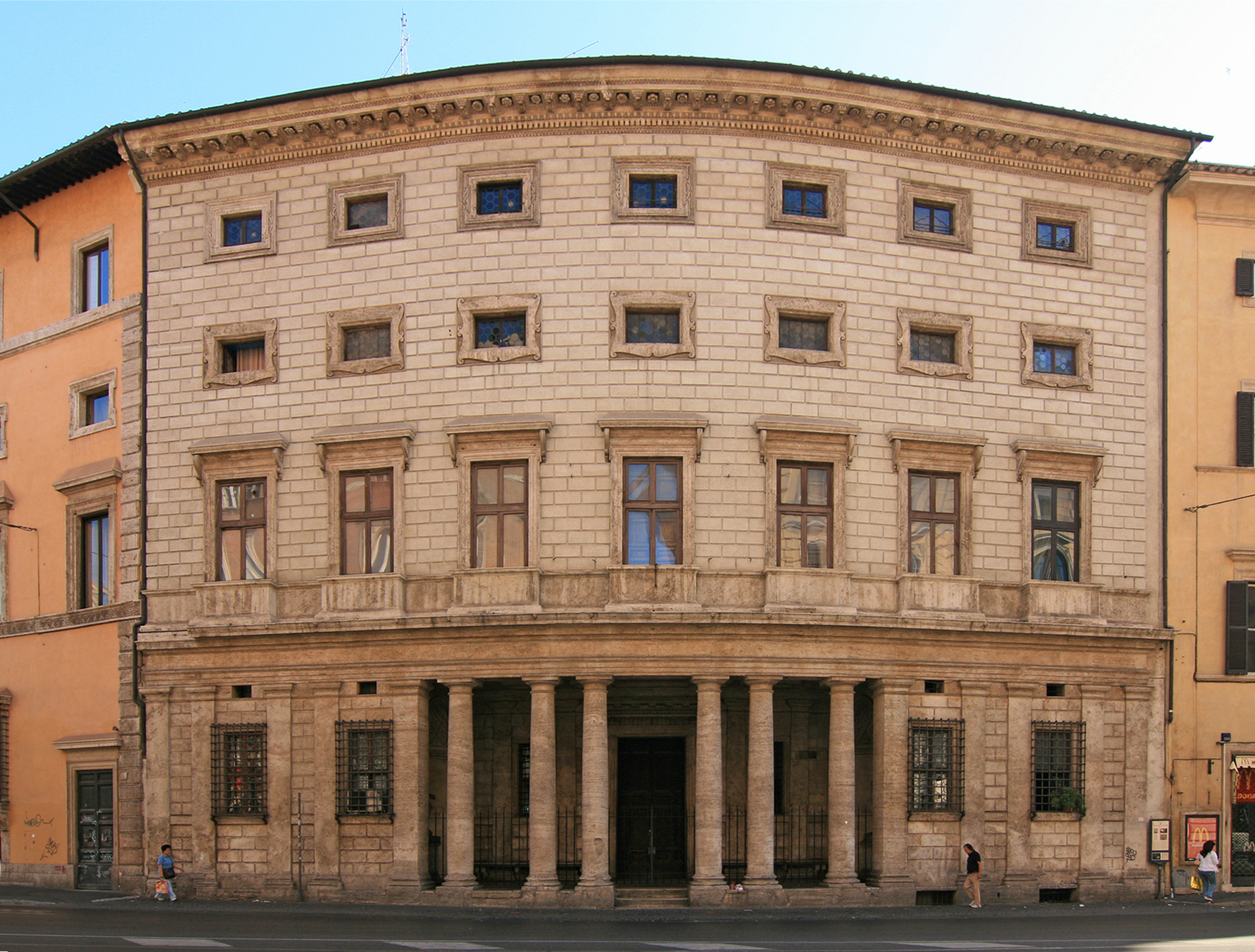
Palazzo Massimo alle Colonne

Filippo Neri soleva riunire nel proprio Oratorio non solo i poveri figli della strada, ma anche giovani di famiglia benestante e nobili. Fra di essi vi era il quattordicenne Paolo, figlio di Fabrizio, della famiglia dei Massimo. Il 16 marzo 1583 il ragazzo, dopo una lunga malattia, morì. Padre Filippo, che avrebbe voluto assisterlo negli ultimi istanti, arrivò troppo tardi. Non poteva fare altro che raccogliersi in preghiera. Ma dopo qualche minuto fra lo stupore generale la sua voce risuonò sul brusio della camera: chiamava il ragazzo quasi volesse destarlo dal sonno. Paolo riaprì gli occhi e cominciò a confidarsi con il santo.
A un certo momento Filippo gli domandò se fosse morto volentieri; e lui rispose di sì, perché avrebbe raggiunto in cielo la sorella e la madre. «E allora va' in pace...» esclamò il sacerdote mentre il ragazzo chiudeva gli occhi « [...] e che sii benedetto e prega Dio per me»; poi, come narrano le testimonianze dell'epoca, riportate nel processo di canonizzazione del Santo, Paolo "subito tornò di novo a morire". La camera del miracolo, al secondo piano del Palazzo Massimo alle Colonne, che si affaccia sull'attuale Corso Vittorio Emanuele II, venne successivamente trasformata nella cappella, visitabile ogni anno nella ricorrenza dell'avvenimento.

## Il culto
Dopo la sua morte ebbe subito fama di santità presso i fedeli: Santo della gioia e Apostolo di Roma sono alcuni appellativi attribuitigli dai devoti.
Viene ricordato, soprattutto a Roma, per aver istituito (nel giorno di giovedì grasso del 1552 in aperta opposizione ai festeggiamenti pagani del Carnevale) il cosiddetto Giro delle Sette Chiese, un pellegrinaggio a piedi per le sette chiese principali della città: basilica di San Pietro in Vaticano, basilica di San Paolo fuori le mura, basilica di San Giovanni in Laterano, basilica di San Lorenzo, basilica di Santa Maria Maggiore, basilica di Santa Croce in Gerusalemme, basilica di San Sebastiano. Il "Giro delle Sette Chiese" è un pellegrinaggio tuttora praticato dai fedeli.
Fu proclamato santo nel 1622 e, da allora, è stato ritenuto una sorta di "compatrono ufficioso" di Roma. Nonostante le sue reliquie siano in moltissime chiese, le sue spoglie sono venerate nella cappella della chiesa di Santa Maria in Vallicella dal 1602.
La sua memoria liturgica coincide, com'è tradizione, col giorno della sua morte: il 26 maggio.

Antica raffigurazione del miracolo di San Filippo Neri, che salvò il Cardinale Orsini durante il terremoto del 1688

San Filippo Neri è patrono della città di Gioia del Colle nella città metropolitana di Bari, di Candida in provincia di Avellino, di Armento in provincia di Potenza, di Tursi in provincia di Matera, di Guardia Sanframondi in provincia di Benevento, di Roseto Valfortore in provincia di Foggia e patrono secondario di Veglie (in provincia di Lecce). È inoltre compatrono di Venezia, di Manfredonia insieme con San Lorenzo Maiorano, e di Gravina in Puglia,  quest’ultima per volontà del cardinale gravinese Vincenzo Maria Orsini, futuro Papa Benedetto XIII.
Tra i numerosi devoti di San Filippo Neri vi fu infatti lo stesso Orsini, la cui profonda venerazione per il Santo si intensificò in seguito a un evento accaduto durante il terremoto che colpì Benevento il 5 giugno 1688, mentre ricopriva il ruolo di arcivescovo della città. Rimasto sepolto sotto le macerie dell’episcopio, si salvò miracolosamente. La salvezza del cardinale fu attribuita a un armadio che, cadendo e aprendosi, formò una sorta di rifugio. Al suo interno si trovava un’immagine di San Filippo Neri, raffigurato mentre riceve l’aiuto della Madonna nel sorreggere il tetto della Chiesa di Santa Maria in Vallicella.
La devozione verso il Santo si estese anche alla sua città natale, Gravina in Puglia, dove Orsini volle che San Filippo fosse proclamato compatrono. L’episodio, considerato miracoloso, contribuì a rafforzare il culto del Santo durante il suo pontificato, nel corso del quale promosse numerose iniziative in suo onore, tra cui il restauro di Chiese a lui dedicate e frequenti visite alla sua tomba alla Vallicella.
Nel 1624 è documentata nella città di Macerata la vendita da Fulvio Clarignani alla Congregazione dell’Oratorio di negozio e annesso appezzamento di terra, siti a metà circa della Strada nuova. Quivi venne allestita una chiesa che risulta essere stata la prima in tutto il mondo dedicata a San Filippo Neri dopo la sua canonizzazione due anni prima, benedetta il giorno 8 settembre dal cardinal Centini, alla presenza della cittadinanza, del Magistrato e di illustri personalità.
La seconda chiesa al mondo dedicata a Filippo Neri fu eretta nel 1636 a Carbognano (Viterbo) da Orazio Giustiniani, prete dell'oratorio della congregazione fondata dal Santo e poi cardinale. Al suo nome è intitolato l'edificio di culto più grande esistente in Torino. Pure importante la presenza degli oratoriani a Palermo con la chiesa intitolata a Sant'Ignazio all'Olivella, l'oratorio di S. Filippo Neri e la villa Filippina. L'antica e maestosa casa dei Padri Filippini dopo il 1866 divenne sede del Museo Nazionale di Palermo, oggi Museo archeologico regionale Antonio Salinas.
Tra le numerose chiese a lui dedicate degna di nota è la chiesa di San Filippo Neri di Lodi, vero capolavoro del tardo barocco (in questo caso barocchetto lombardo) con splendidi affreschi di Carlo Innocenzo Carloni e del quadraturista insigne Giuseppe Coduri.

## Tavola cronologica
| Data                             | Evento |
| -------------------------------- | --- |
| 21 luglio 1515                   | Nasce a Firenze da Francesco Neri e Lucrezia Soldi da Mosciano |
| 1520                             | Muore la madre Lucrezia |
| 1532-33                          | Lascia la casa paterna e si reca presso lo zio Romolo Neri |
| 1534-35                          | Si reca a Roma e alloggia presso Galeotto del Caccia, di cui educa i due figli come precettore                                                                                              |
| 1535 circa                       | Comincia la sua attività di assistenza degli ammalati nell'ospedale "degli incurabili" |
| Pentecoste 1544                  | Forte esperienza mistica presso le catacombe di San Sebastiano |
| 1548                             | Dà vita, con Persiano Rosa suo confessore, alla Confraternita della Santissima Trinità dei pellegrini e dei convalescenti                                                                   |
| 1550                             | Anno Santo. Filippo e la sua confraternita assistono circa cinquecento pellegrini al giorno                                                                                                 |
| Marzo 1551                       | Riceve la tonsura, i quattro ordini minori e il suddiaconato |
| Sabato santo 1551                | Riceve il diaconato nella Basilica Cattedrale di San Giovanni in Laterano |
| 23 maggio 1551                   | Riceve l'ordinazione sacerdotale. Lascia definitivamente la casa Caccia per alloggiare presso San Girolamo della Carità, sede della sua confraternita                                       |
| 1554                             | Cominciano gli incontri di meditazione e preghiera che daranno vita all'Oratorio |
| 1557                             | Entrano nell'Oratorio Cesare Baronio, primo successore del Neri, Antonio Gallonio, suo futuro biografo, e altri primi discepoli, tutti suoi figli spirituali                                |
| 1559                             | Persecuzione di Filippo da parte del Cardinale Vicario Virgilio Rosario. Morte di questi, il 22 maggio, e riabilitazione piena del futuro santo da parte del Papa Paolo IV                  |
| 11 ottobre 1559                  | Muore Francesco Neri, padre di Filippo |
| 1564                             | Diviene Rettore della chiesa di San Giovanni dei Fiorentini. Ordinazione sacerdotale di Cesare Baronio                                                                                      |
| 1565                             | Vengono dettate le prime regole della convivenza oratoriana |
| 15 luglio 1575                   | Con la bolla Copiosus in misericordia, Gregorio XIII riconosce ufficialmente la congregazione di Filippo e gli assegna la chiesa di Santa Maria in Vallicella                               |
| 1579                             | Fondata la comunità dell'Oratorio di San Severino Marche |
| 1586                             | Fondata la comunità dell'Oratorio di Napoli |
| 1588                             | Comincia a risiedere alla Vallicella |
| 1594-95                          | Sostiene apertamente il papa Clemente VIII nella dura controversia a seguito dell'ascesa al trono di Francia di Enrico IV, dichiarando per sé e per i suoi piena e perpetua fedeltà al Papa |
| Notte tra il 25 e 26 maggio 1595 | Muore circondato dai suoi alle due del mattino |
| 2 agosto 1595                    | Viene aperto il processo di canonizzazione |
| 24 maggio 1602                   | Il corpo è solennemente traslato nella cappella edificata appositamente alla Vallicella |
| 25 maggio 1615                   | Viene proclamato beato da Paolo V |
| 12 marzo 1622                    | Viene canonizzato da Gregorio XV |

## Scritti
- Detti, ricordi, e documenti morali, e spirituali di S. Filippo Neri fondatore della Congregazione dell'Oratorio. Utilissimi ad ogni stato di persone. Raccolti dalla Vita scritta da Pietro Iacomo Bacci, In Roma, nella stamperia di Bernardino Tani, 1642;
- Ammaestramenti salutari e degni di eterna memoria. Di s. Filippo Neri..., In Roma, per Francesco Alberto Tani, 1660;
- Directorium Oratorii S. Philippi Nerii, Maceratae, typis Michaelis Archangeli Siluestri, 1707;
- Sonetto composto da S. Filippo Neri il di cui originale scritto di mano del Santo si conserva nel sacrario di S. Maria in Vallicella, In Roma, nella stamperia di Pietro Ferri sotto la Biblioteca Casanatense, 1723;
- Massime di S. Filippo Neri e di S. Francesco di Sales distribuite per ciascun giorno dell'anno, Modena, pei tipi camerali, 1843;
- Massime e ricordi di San Filippo Neri, Napoli, Festa, 1858;
- Congregazione dell'Oratorio di Vicenza (a cura di), Lo spirito di Filippo Neri nelle sue massime e ricordi, Vicenza, 1988;
- Antonio Cistellini (a cura di), Gli scritti e le massime, Brescia, Editrice La Scuola, 1994;
- Edoardo Aldo Cerrato (a cura di), «Chi cerca altro che Cristo…». Massime e ricordi, Cinisello Balsamo, Edizioni San Paolo, 2006;

## Epistolario
- Lettere e rime di S. Filippo Neri, a cura di R. Netti, Napoli, tip. De Rubertis, 1895;
- Lettera a Michele Mercati. Riprodotta in facsimile dall'autografo, e pubblicata in occasione del possesso del Novello proposto della cattedrale di s. Miniato, mons. Gustavo Matteoni, S. Miniato, Tip. C. Taviani, 1909;
- Lettere, rime e detti memorabili, prefazione di Emanuele Magri, Firenze, Libreria editrice fiorentina, 1922;

## Filmografia
Alla sua vita e ai suoi detti sono ispirati il film State buoni se potete, film del 1983 di Luigi Magni dove Filippo è interpretato da Johnny Dorelli, un omonimo album del cantautore Angelo Branduardi, colonna sonora di detto film, e uno sceneggiato televisivo del 2010 dal titolo Preferisco il paradiso, di Giacomo Campiotti e interpretato da Gigi Proietti.
- State buoni se potete, regia di Luigi Magni. Con Johnny Dorelli, Rodolfo Bigotti, Mario Adorf, Philippe Leroy, Renzo Montagnani e Angelo Branduardi. Colonna Sonora di Angelo Branduardi, Italia, 1983;
- Preferisco il paradiso, miniserie TV, regia di Giacomo Campiotti. Con Gigi Proietti, Italia, 2010.